# Jean Sanson
Jean Sanson, ingénieur des Ponts et Chaussées, fut directeur des ports de Calais et de Boulogne-sur-Mer à la fin du XIXe siècle. L'écluse Sanson porte encore son nom dans le port de Boulogne.
Jean Sanson fut l'un des maillons importants de la construction et de l'avénement du nouveau port de Calais construit de 1875 à 1889.
Son fils, Jean Sanson, deviendra directeur de l'usine des Hauts fourneaux d'Outreau. Il est par ailleurs le père de Jeanne Sanson, l'épouse du préfet des ruines, premier préfet de la Libération Edouard Lebas.